# Госиндо
Госиндо (гошиндо) — дисциплина по самозащите, с использованием холодного оружия, разработанное в 1971 году в Японии группой мастеров классического японского меча, под руководством Тэцундо Танабэ.
Дословный перевод госиндо с японского — путь самозащиты.
В 1973 году была официально зарегистрирована Всеяпонская Ассоциация Госиндо. Тэцундо Танабэ в это время активно занимался подготовкой охранников, за что неоднократно был награждён департаментом полиции. В 1985 году вышел первый номер ежегодника Всеяпонской Ассоциации кодати госиндо. К этому времени в чемпионатах уже участвовали спортсмены из Америки, Франции и Австралии, которые просили о проведении чемпионата мира по кодати госиндо. В 1990 году шестнадцатый открытый чемпионат Японии прошёл как чемпионат мира.
Современная версия Госиндо состоит из трёх взаимодополняющих частей:
- иайдо — искусство мгновенного выхватывания меча из ножен. Состоит из двух основных комплексов действий:

для длинного меча (катаны) — тояма-рю. Основанных на формах знаменитой школы Тояма Рю Батто-дзюцу.
и для короткого меча (вакидзаси) — кодати тохо. Отработка форм учит быстро и правильно наносить удары мечом, при нахождении противника с разных сторон.
- тамэсигири — искусство разрубания. Развивает умение острым мечом разрубать цель. В качестве цели используются тростниковые маты, скрученные в рулон. Основной формой тестового разрубания является рокудан-гири, то есть отработка 6 последовательных разнонаправленных ударов по стоящему вертикально свёрнутому мату. Практика в разрубании учит правильно держать меч и наносить разрубающие удары.
- чанбара — фехтование, вооружённый поединок, в качестве оружия используется нетравмоопасный имитатор оружия. Оружие имеет два варианта исполнения: пневматика — прочная резиновая камера накачиваемая воздухом и покрытая сверху тканью и эластика — жёсткое основание с мягким(как поролон) покрытием. В обоих случаях удары становятся нетравмоопасны и позволяют вести поединок нанося удары в полную силу, без фатальных последствий.

Чанбара выросла в отдельный спорт — спорт чанбара или спочан, который впоследствии стал популярным по всему миру.
Чанбара практикуется как в совокупности со всеми составляющими госиндо, так и сама по себе, в зависимости от цели тренера.